# Ritard
Um Rotor Indicador Transistorizado para Antenas Rotativas Direcionais (Ritard) é um dispositivo eletrônico destinado ao uso em antenas direcionais para girar e indicar a direção desejada, tanto para recepção quanto para transmissão de um sinal radiofônico.
A descrição do aparelho RITARD foi feita na revista Eletrônica Popular por seu autor, Selenir Cunha, na edição da revista de Março de 1972. Esta revista era co-irmã da revista Antenna, ambas fundadas por Gilberto Afonso Penna no Rio de Janeiro, Brasil.